# Bob Scott
Robert Scott (4 de outubro de 1928 – 5 de julho de 1954) foi um automobilista norte-americano que esteve em quatro (duas) 500 Milhas de Indianápolis, quando a prova fazia parte do calendário da Fórmula 1 de 1950 até 1960: 1951 (não se qualificou), 1952, 1953 e 1954 (compartilhou com Ed Elisian e Andy Linden).